# Misje dyplomatyczne Arabii Saudyjskiej

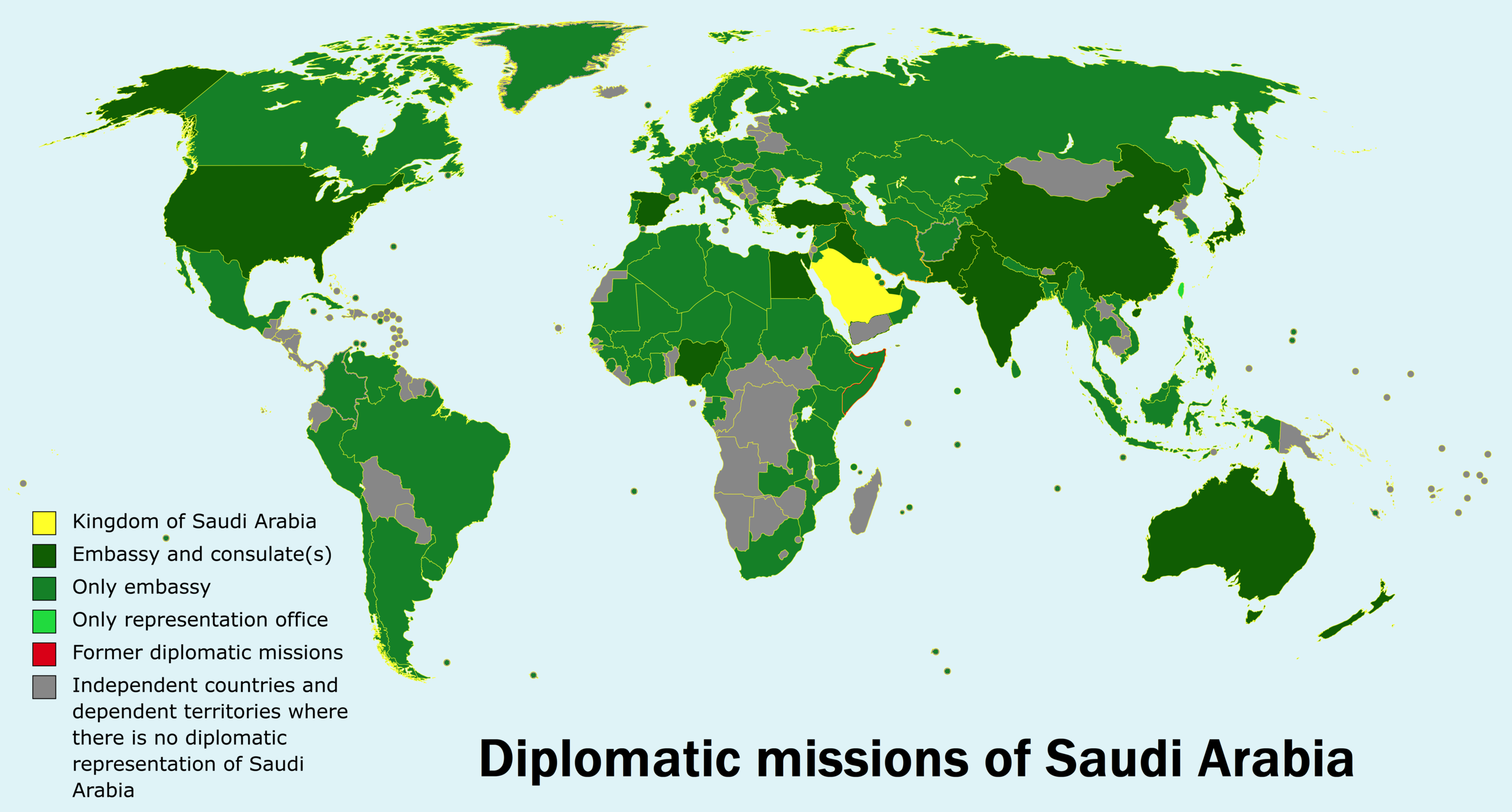
Kraje, w których Królestwo Arabii Saudyjskiej ma swoje przedstawicielstwa dyplomatyczne

Misje dyplomatyczne Arabii Saudyjskiej – przedstawicielstwa dyplomatyczne Królestwa Arabii Saudyjskiej przy innych państwach i organizacjach międzynarodowych. Poniższa lista zawiera wykaz obecnych ambasad i konsulatów zawodowych. Nie uwzględniono konsulatów honorowych.

## Europa

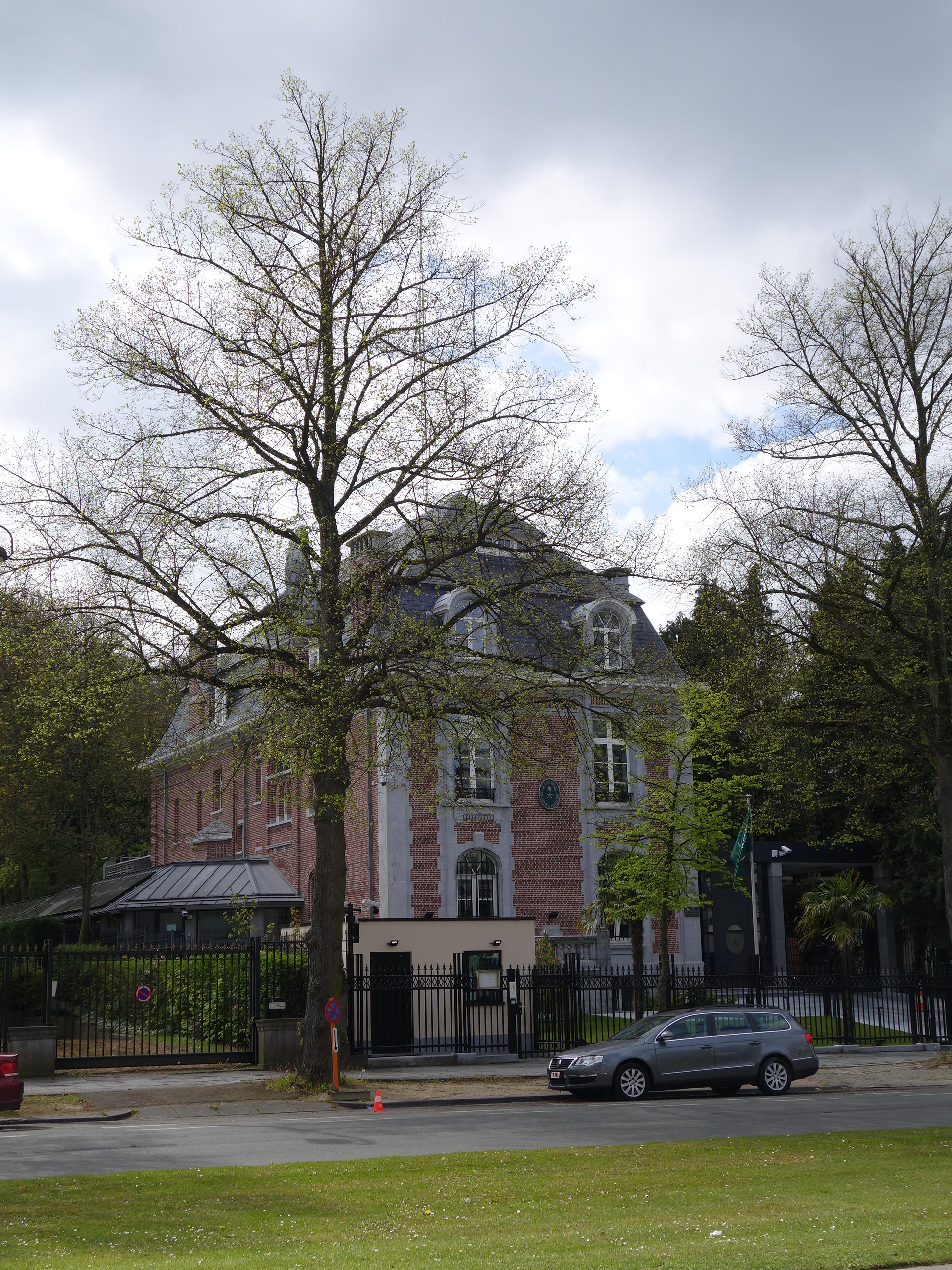
Ambasada Arabii Saudyjskiej w Brukseli

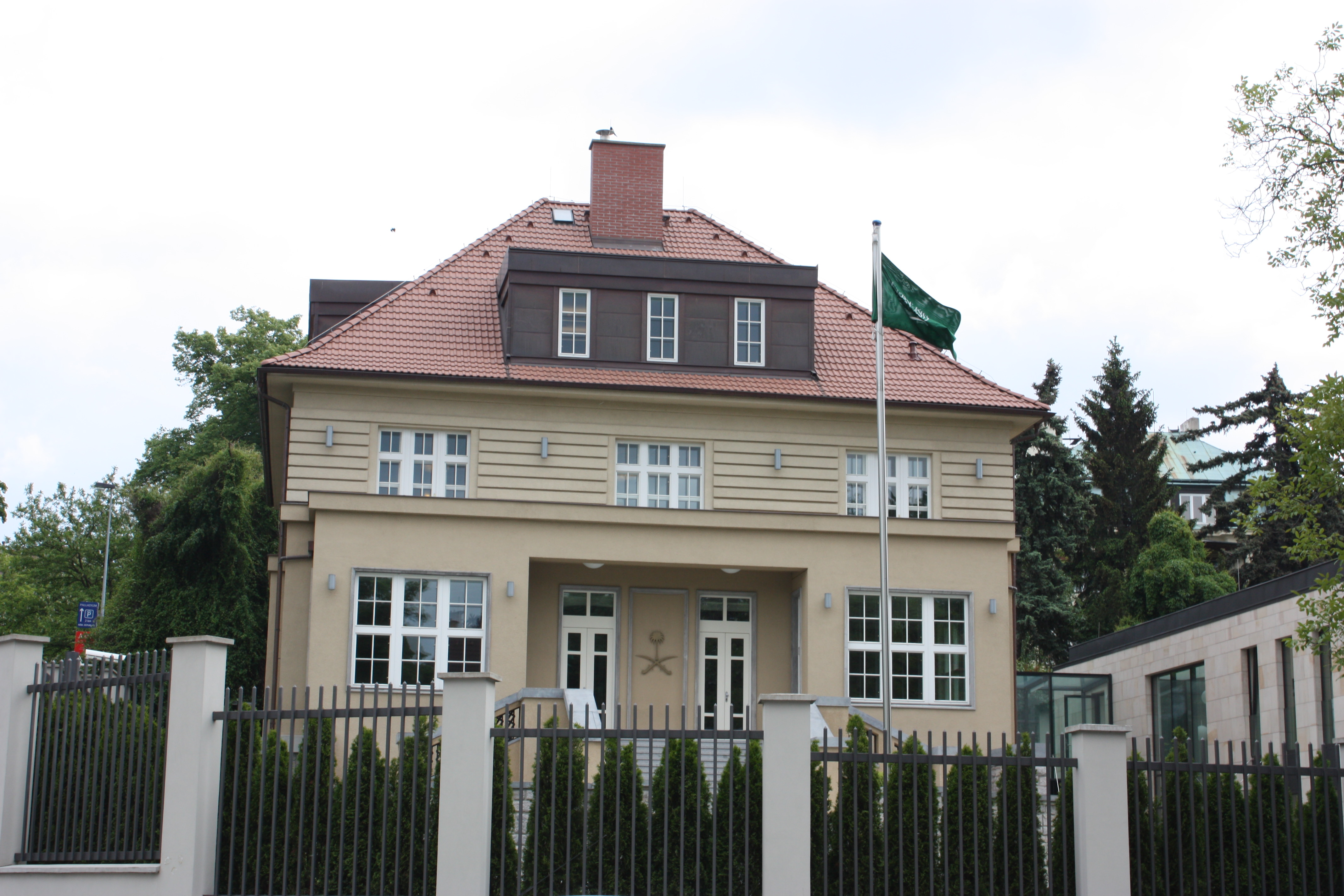
Ambasada Arabii Saudyjskiej w Pradze

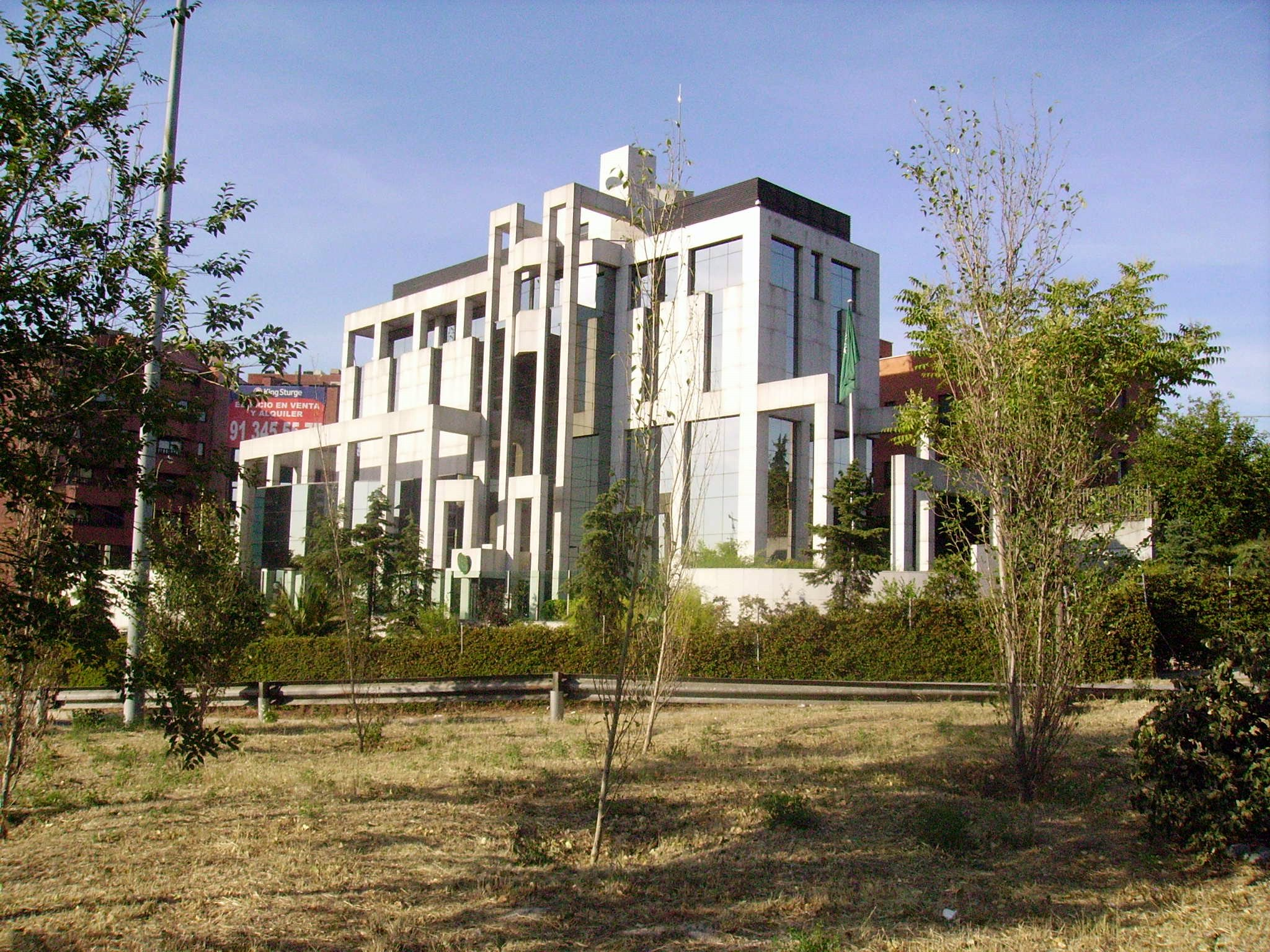
Ambasada Arabii Saudyjskiej w Madrycie

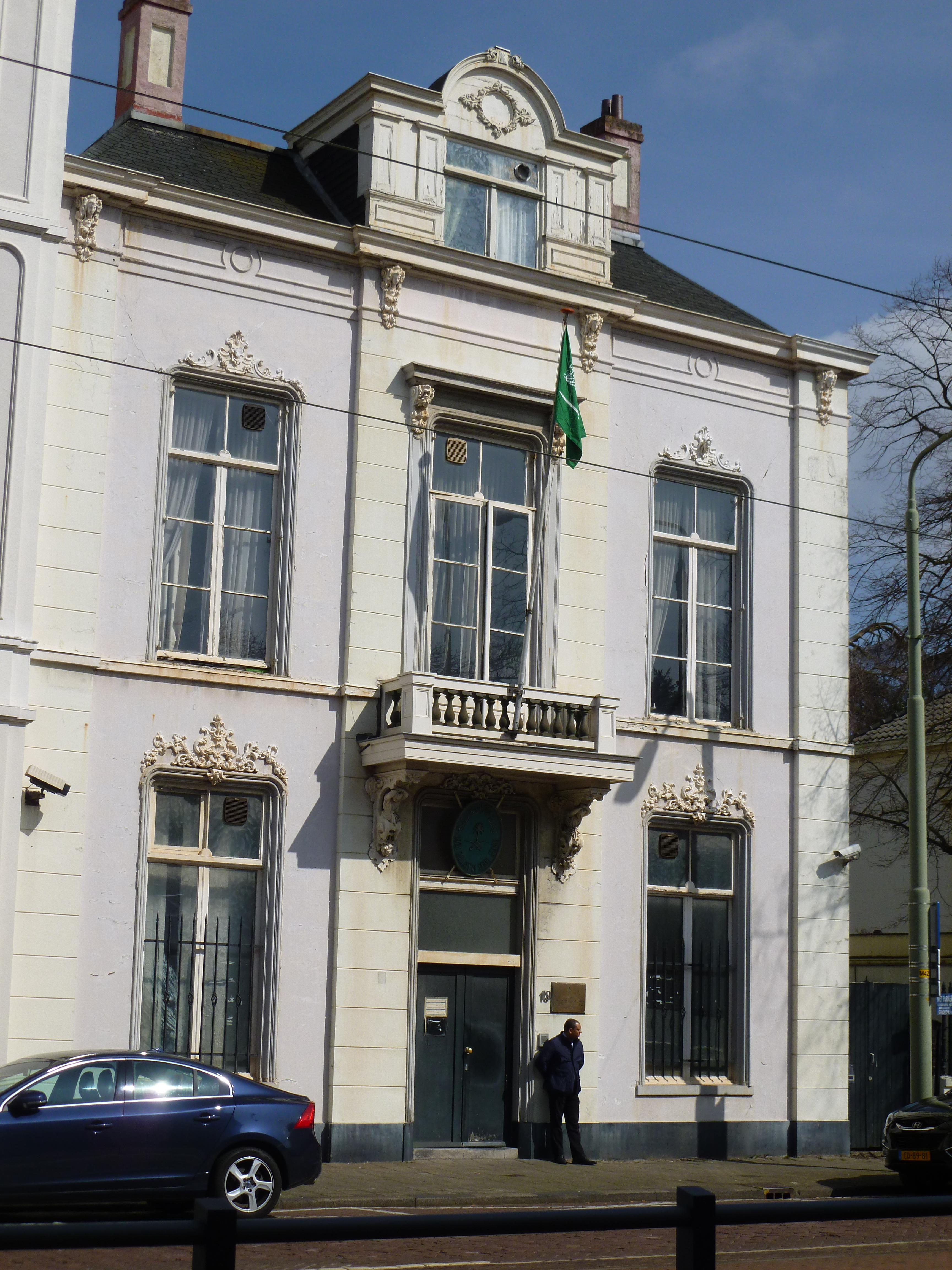
Ambasada Arabii Saudyjskiej w Hadze

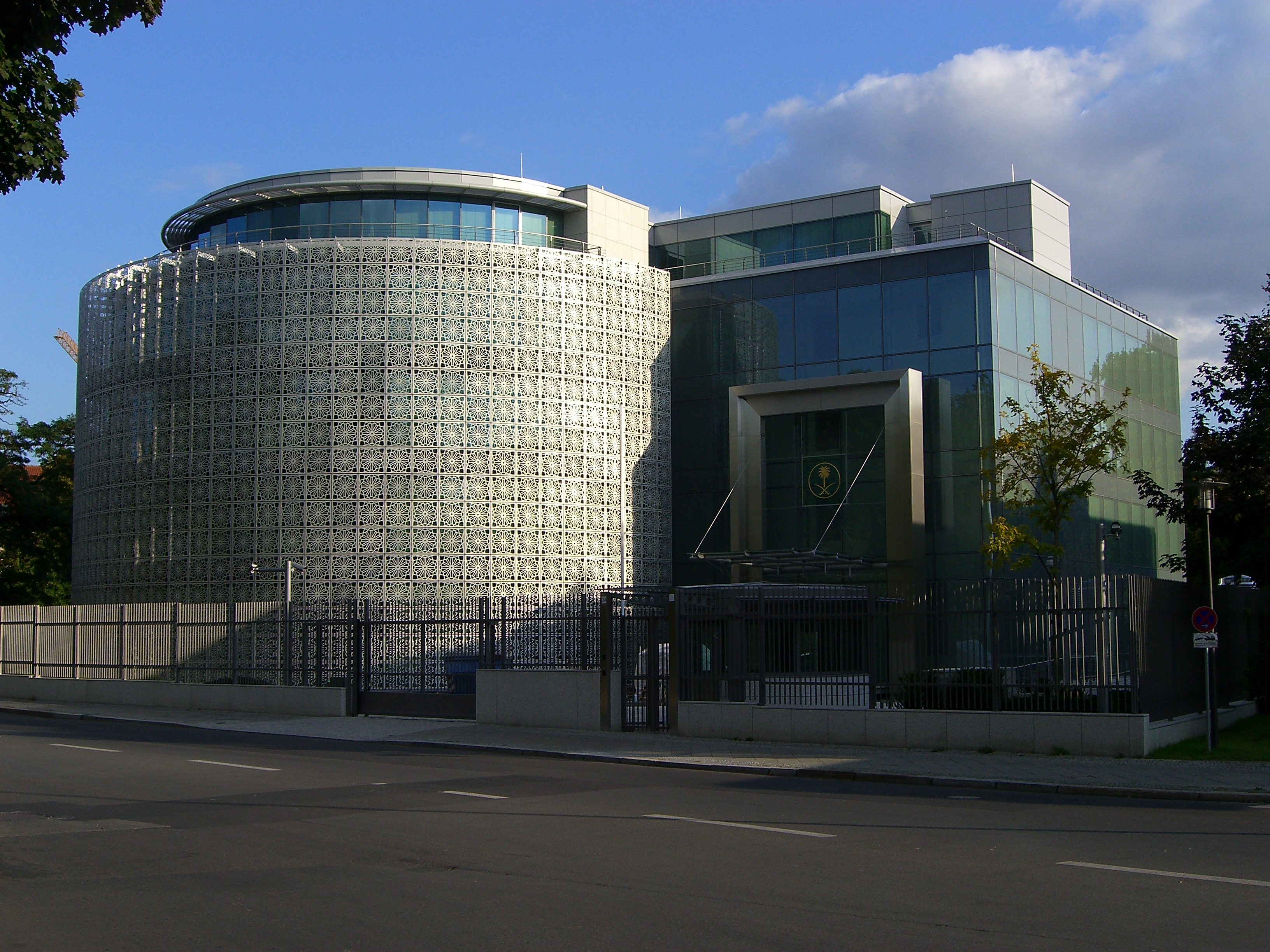
Ambasada Arabii Saudyjskiej w Berlinie

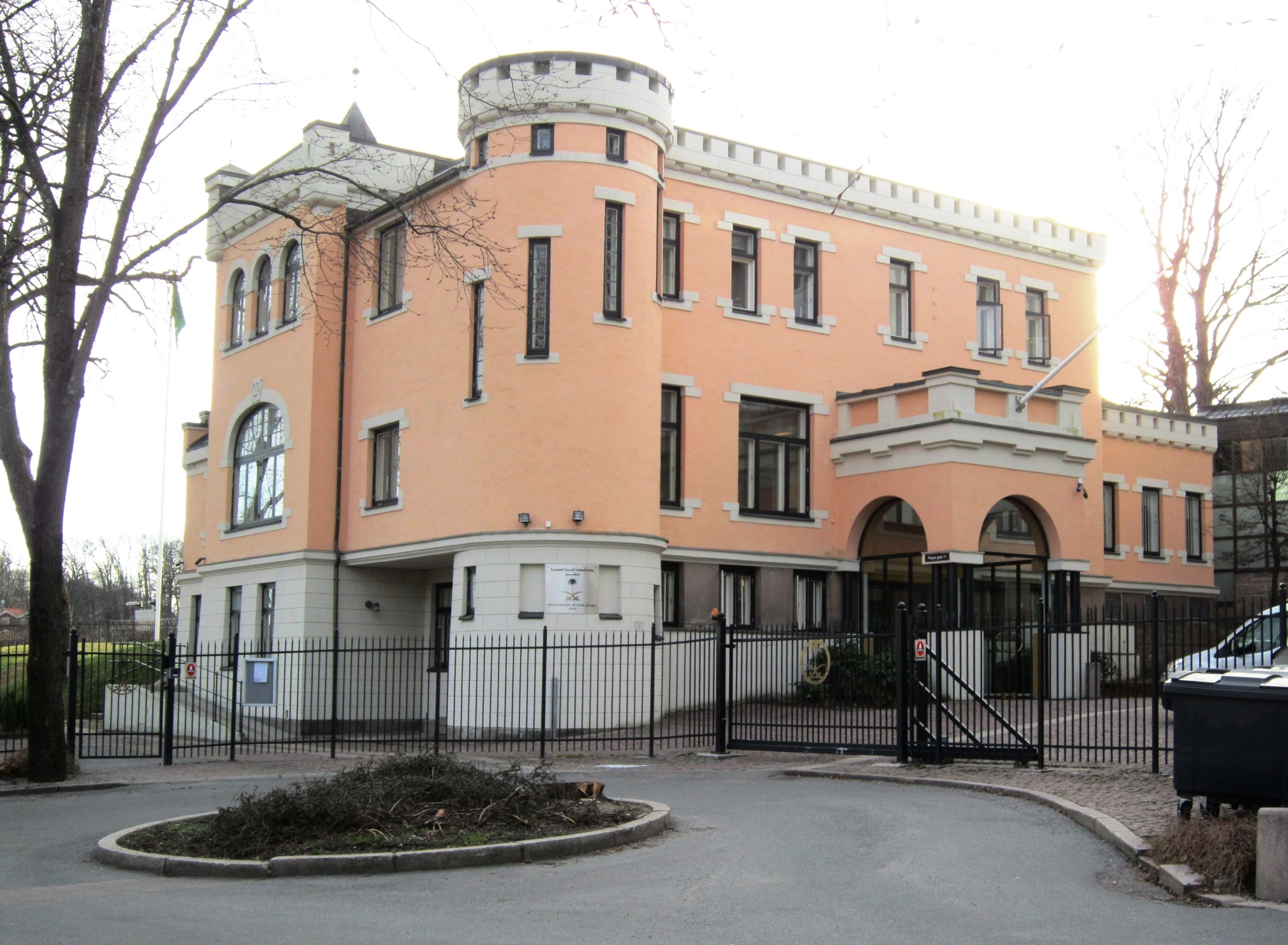
Ambasada Arabii Saudyjskiej w Oslo

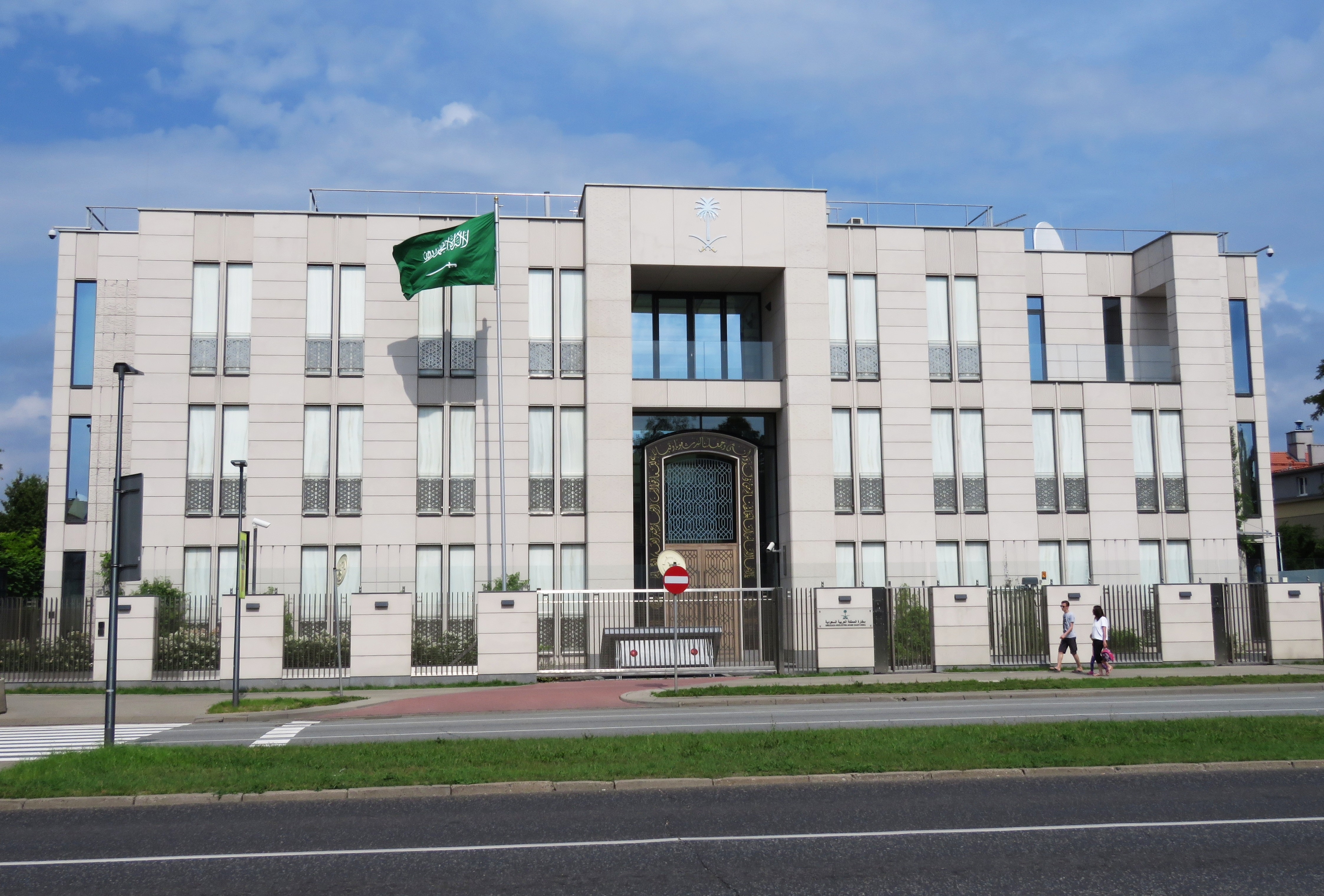
Ambasada Arabii Saudyjskiej w Warszawie

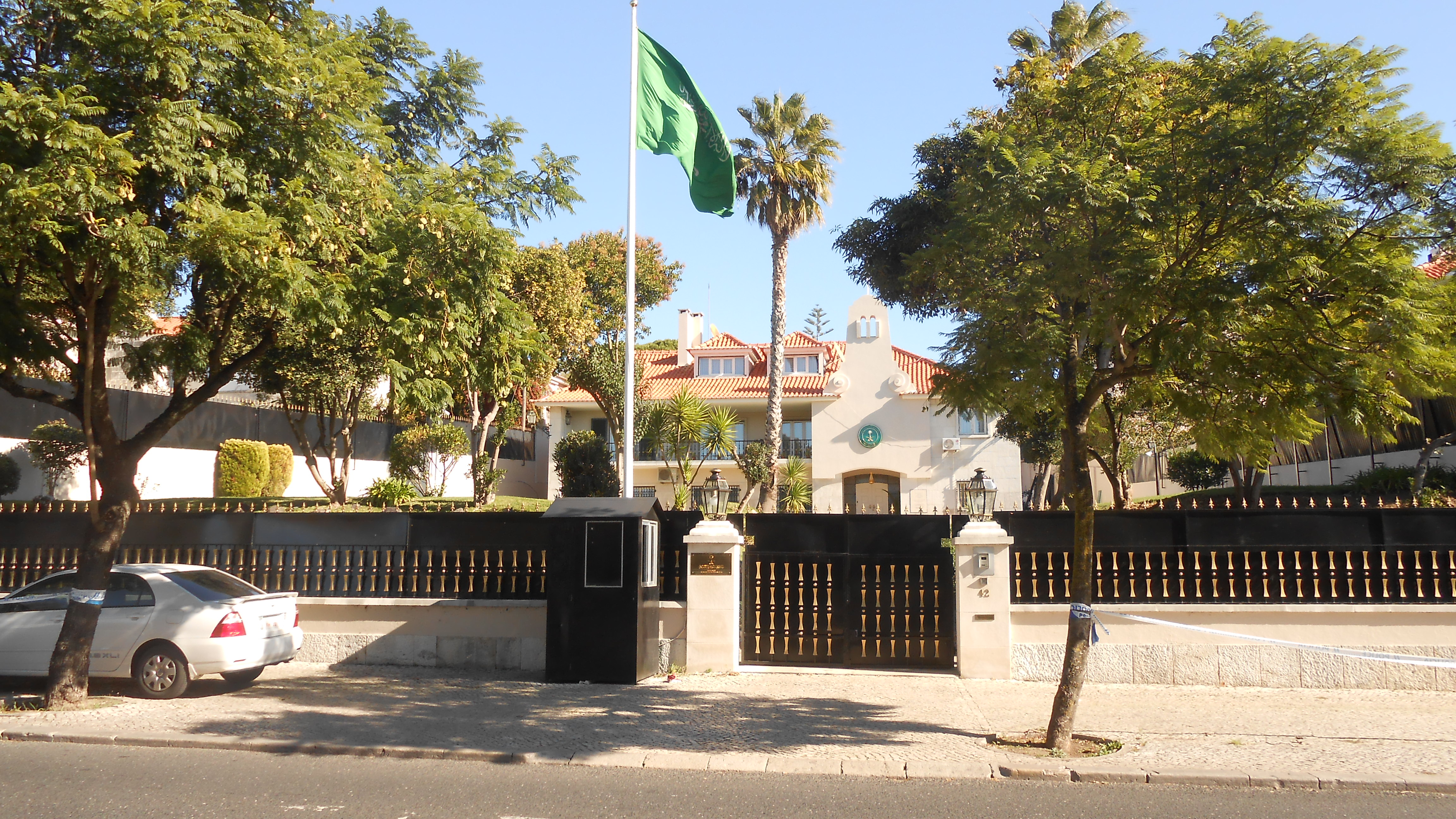
Ambasada Arabii Saudyjskiej w Lizbonie

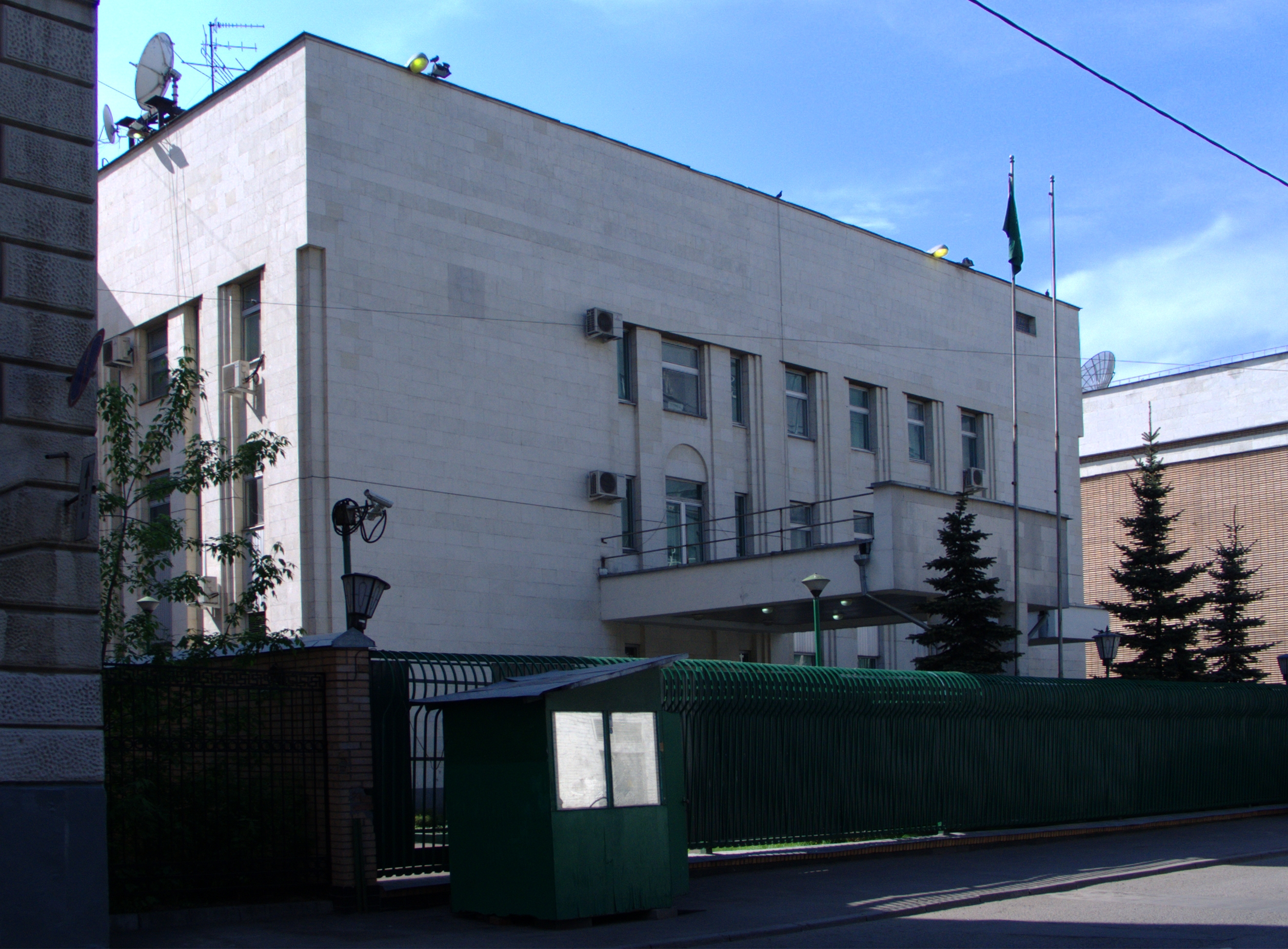
Ambasada Arabii Saudyjskiej w Moskwie

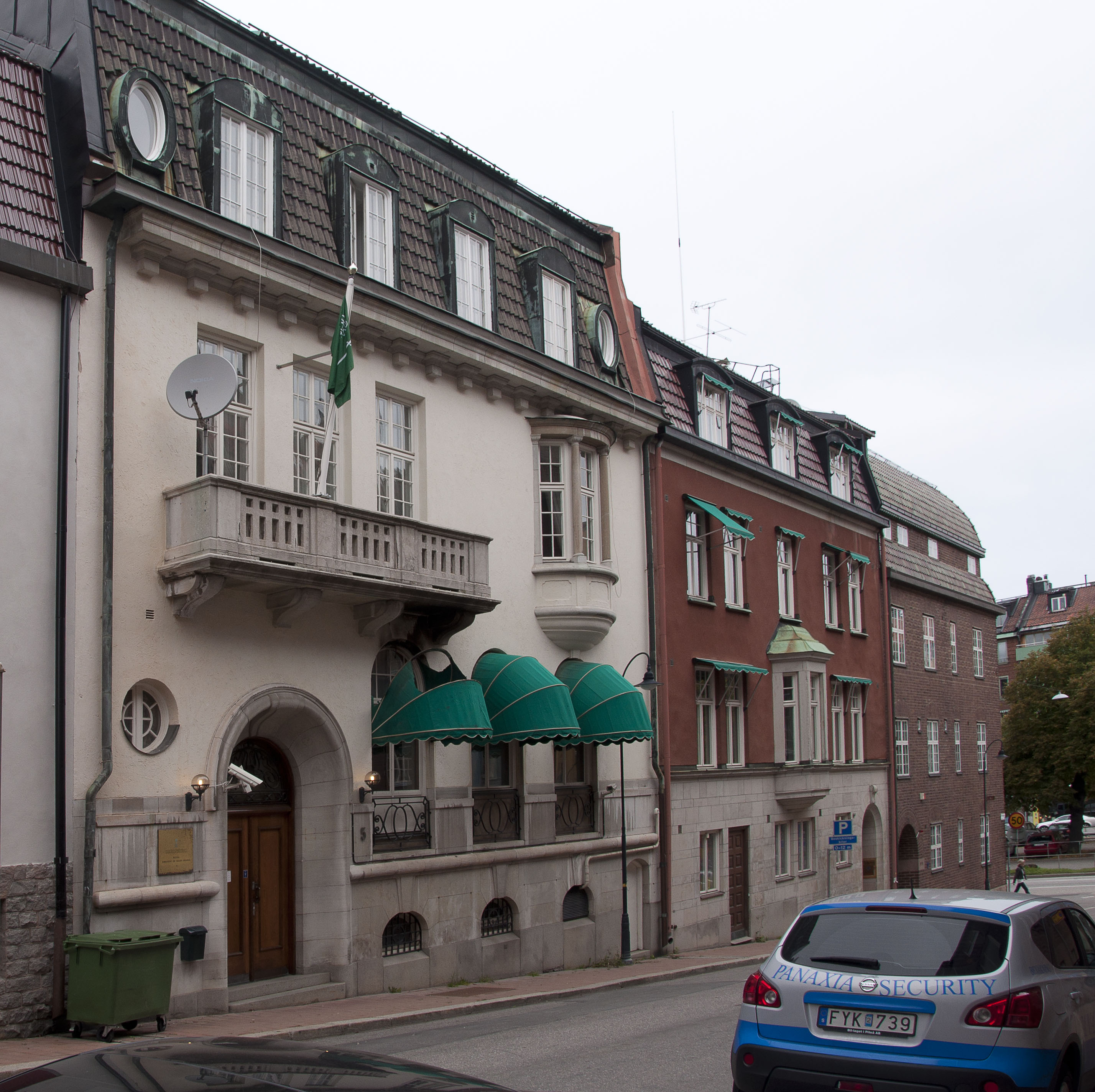
Ambasada Arabii Saudyjskiej w Sztokholmie

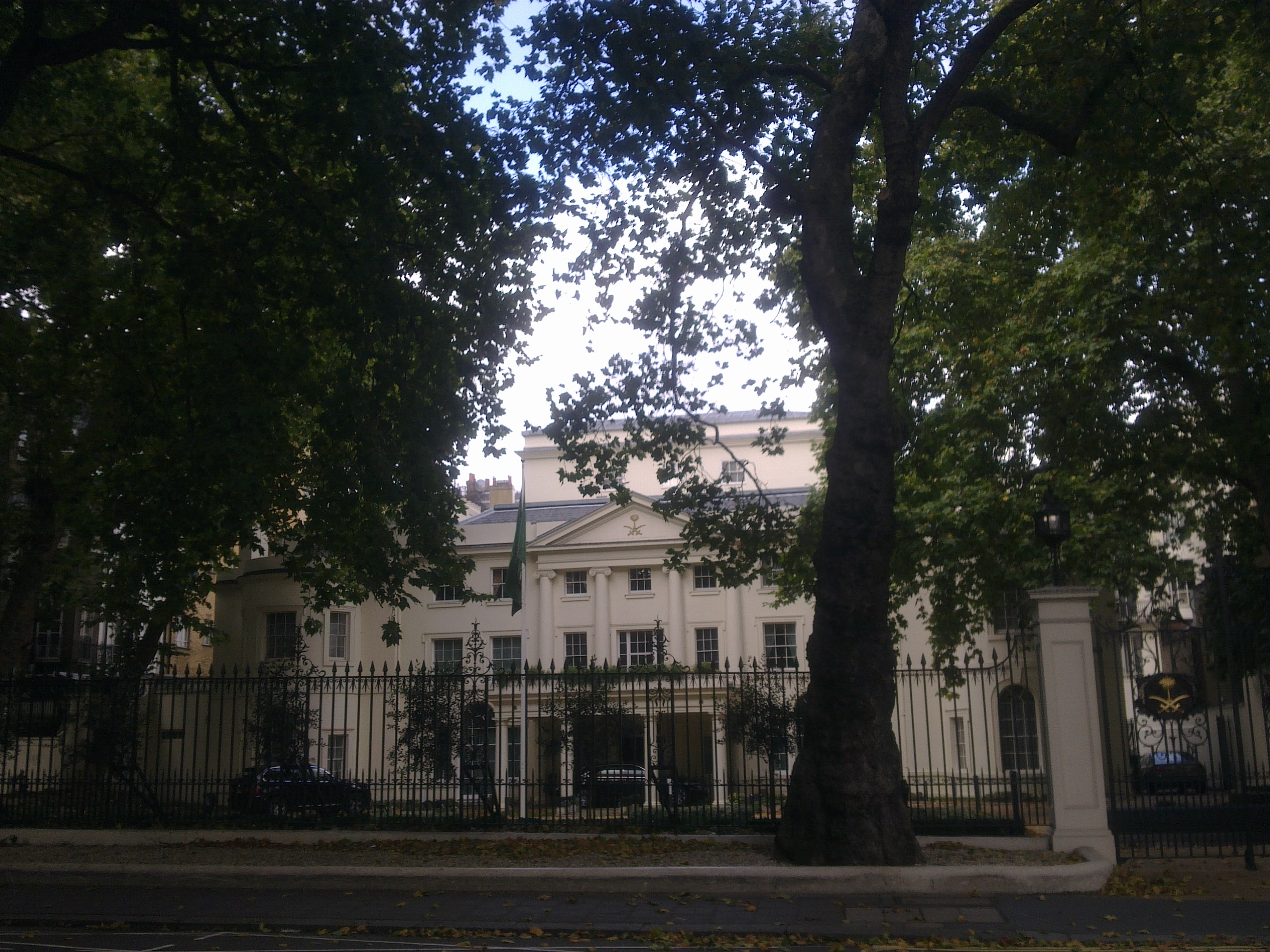
Ambasada Arabii Saudyjskiej w Londynie

- Albania
  - Tirana (ambasada)
- Austria
  - Wiedeń (ambasada)
- Belgia
  - Bruksela (ambasada)
- Bośnia i Hercegowina
  - Sarajewo (ambasada)
- Bułgaria
  - Sofia (ambasada)
- Czechy
  - Praga (konsulat)
- Dania
  - Kopenhaga (ambasada)
- Finlandia
  - Helsinki (ambasada)
- Francja
  - Paryż (ambasada)
- Grecja
  - Ateny (ambasada)
- Hiszpania
  - Madryt (ambasada)
  - Malaga (konsulat generalny)
- Holandia
  - Haga (ambasada)
- Irlandia
  - Dublin (ambasada)
- Niemcy
  - Berlin (ambasada)
  - Frankfurt nad Menem (konsulat)
- Norwegia
  - Oslo (ambasada)
- Polska
  - Warszawa (Ambasada)
- Portugalia
  - Lizbona (ambasada)
- Rosja
  - Moskwa (ambasada)
- Rumunia
  - Bukareszt (ambasada)
- Szwajcaria
  - Berno (ambasada)
  - Genewa (konsulat)
- Szwecja
  - Sztokholm (ambasada)
- Turcja
  - Ankara (ambasada)
  - Stambuł (konsulat)
- Ukraina
  - Kijów (ambasada)
- Węgry
  - Budapeszt (ambasada)
- Wielka Brytania
  - Londyn (ambasada)
- Włochy
  - Rzym (ambasada)

## Ameryka Północna, Środkowa i Karaiby

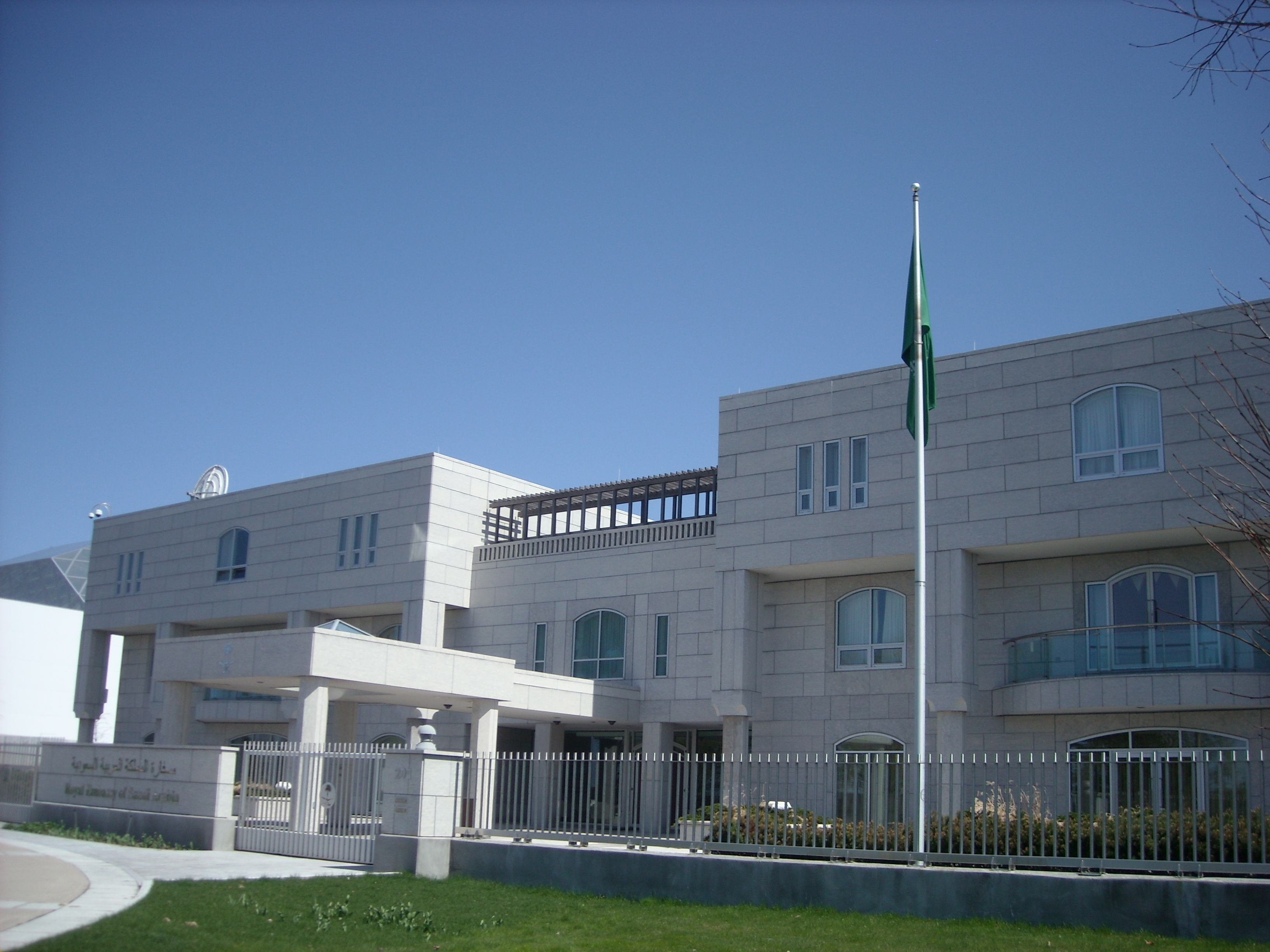
Ambasada Arabii Saudyjskiej w Ottawie

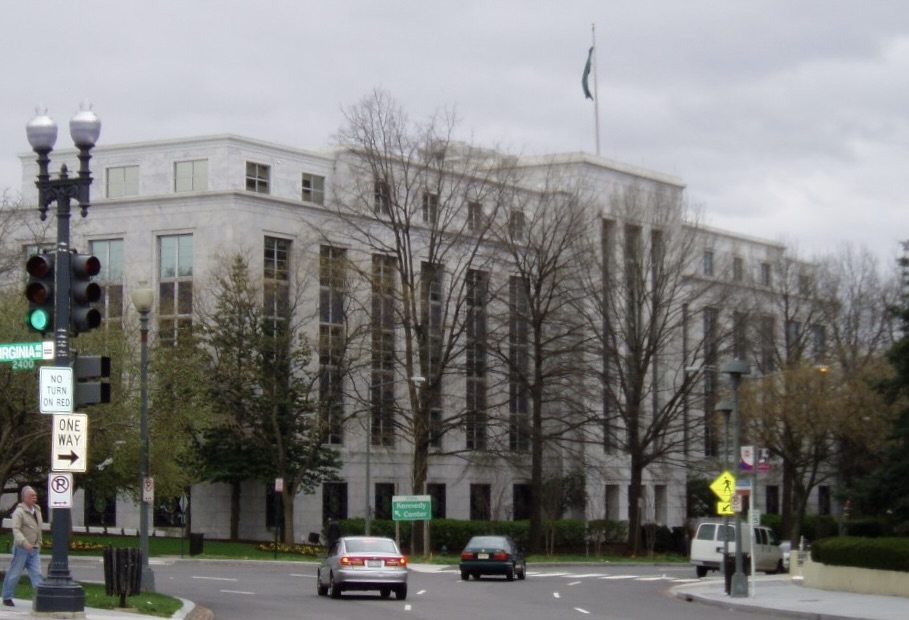
Ambasada Arabii Saudyjskiej w Waszyngtonie

- Kanada
  - Ottawa (ambasada)
- Kuba
  - Hawana (ambasada)
- Meksyk
  - Meksyk (ambasada)
- Stany Zjednoczone
  - Waszyngton (ambasada)
  - Houston (konsulat generalny)
  - Los Angeles (konsulat generalny)
  - Nowy Jork (konsulat generalny)

## Ameryka Południowa

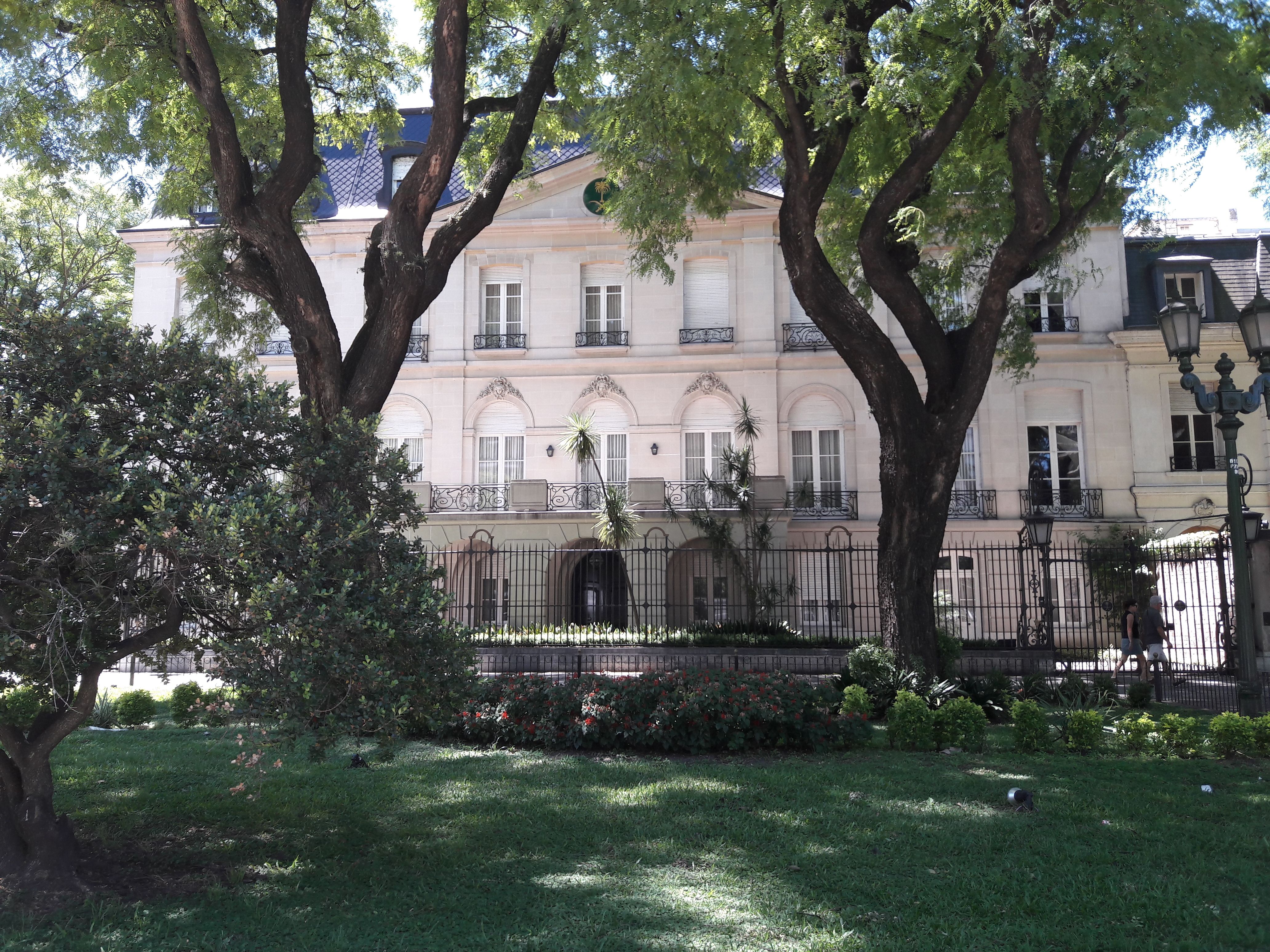
Ambasada Arabii Saudyjskiej w Buenos Aires

- Argentyna
  - Buenos Aires (ambasada)
- Brazylia
  - Brasília (ambasada)
- Chile
  - Santiago (ambasada)
- Peru
  - Lima (ambasada)
- Wenezuela
  - Caracas (ambasada)

## Afryka
- Algieria
  - Algier (ambasada)
- Burkina Faso
  - Wagadugu (ambasada)
- Czad
  - Ndżamena (ambasada)
- Dżibuti
  - Dżibuti (ambasada)
- Egipt
  - Kair (ambasada)
  - Aleksandria (konsulat)
  - Suez (konsulat)
- Etiopia
  - Addis Abeba (ambasada)
- Erytrea
  - Asmara (ambasada)
- Gabon
  - Libreville (ambasada)
- Ghana
  - Akra (ambasada)
- Gwinea
  - Konakry (ambasada)
- Kamerun
  - Jaunde (ambasada)
- Kenia
  - Nairobi (ambasada)
- Komory
  - Moroni (ambasada)
- Liberia
  - Monrovia (ambasada)
- Libia
  - Trypolis (ambasada)
- Mali
  - Bamako (ambasada)
- Maroko
  - Rabat (ambasada)
- Mauretania
  - Nawakszut (ambasada)
- Mozambik
  - Maputo (ambasada)
- Niger
  - Niamey (ambasada)
- Nigeria
  - Abudża (ambasada)
  - Kano (konsulat)
- Południowa Afryka
  - Pretoria (ambasada)
- Senegal
  - Dakar (ambasada)
- Sudan
  - Chartum (ambasada)
- Tanzania
  - Dar es Salaam (ambasada)
- Tunezja
  - Tunis (ambasada)
- Uganda
  - Kampala (ambasada)
- Zambia
  - Lusaka (ambasada)

## Azja

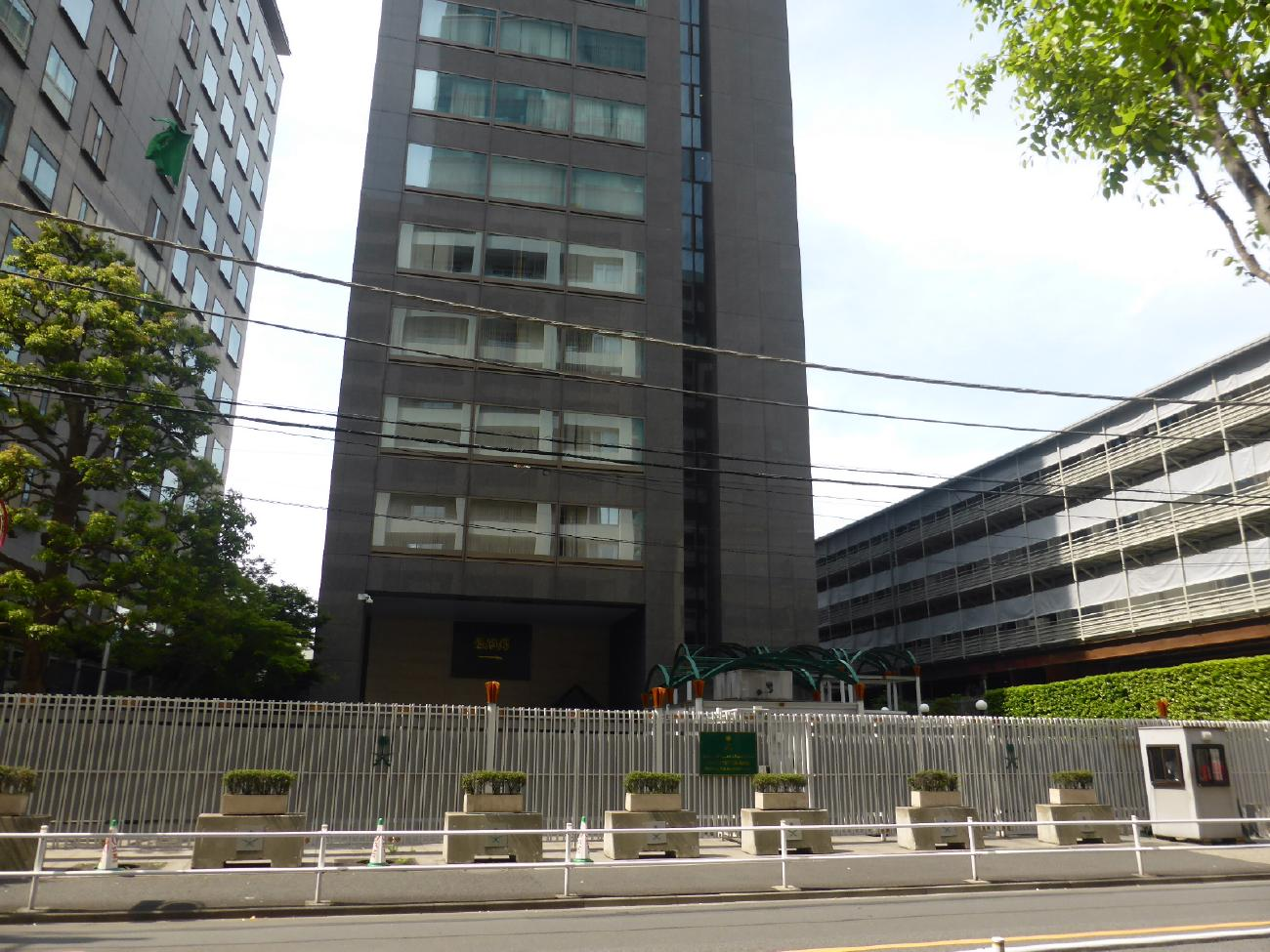
Ambasada Arabii Saudyjskiej w Tokio

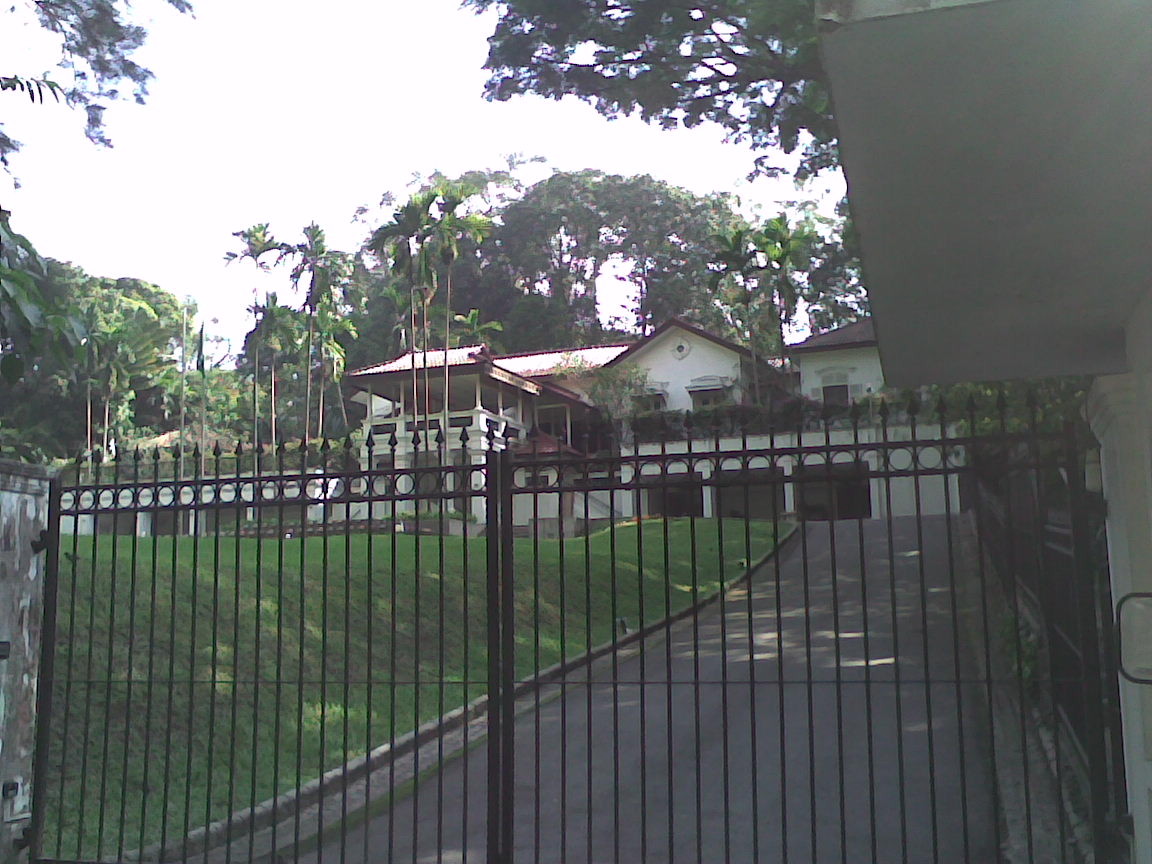
Ambasada Arabii Saudyjskiej w Singapurze

- Afganistan
  - Kabul (ambasada)
- Azerbejdżan
  - Baku (ambasada)
- Bahrajn
  - Manama (ambasada)
- Bangladesz
  - Dhaka (ambasada)
- Brunei
  - Bandar Seri Begawan (ambasada)
- Chiny
  - Pekin (ambasada)
  - Hongkong (konsulat)
- Filipiny
  - Manila (ambasada)
- Gruzja
  - Tbilisi (ambasada)
- Indie
  - Nowe Delhi (ambasada)
  - Mumbaj (konsulat)
- Indonezja
  - Dżakarta (ambasada)
- Japonia
  - Tokio (ambasada)
- Jemen
  - Sana (ambasada)
  - Aden (konsulat)
- Jordania
  - Amman (ambasada)
- Kazachstan
  - Astana (ambasada)
- Kirgistan
  - Biszkek (ambasada)
- Korea Południowa
  - Seul (ambasada)
- Kuwejt
  - Kuwejt (ambasada)
- Liban
  - Bejrut (ambasada)
- Malediwy
  - Male (ambasada)
- Malezja
  - Kuala Lumpur (ambasada)
- Mjanma
  - Rangun (ambasada)
- Nepal
  - Katmandu (ambasada)
- Oman
  - Maskat (ambasada)
- Pakistan
  - Islamabad (ambasada)
  - Karaczi (konsulat)
- Singapur
  - Singapur (ambasada)
- Syria
  - Damaszek (ambasada)
- Sri Lanka
  - Kolombo (ambasada)
- Tadżykistan
  - Duszanbe (ambasada)
- Tajlandia
  - Bangkok (ambasada)
- Tajwan
  - Tajpej (Saudyjskie Biuro Handlu)
- Turkmenistan
  - Aszchabad (ambasada)
- Uzbekistan
  - Taszkent (ambasada)
- Wietnam
  - Hanoi (ambasada)
- Zjednoczone Emiraty Arabskie
  - Abu Zabi (ambasada)
  - Dubaj (konsulat)

## Australia i Oceania

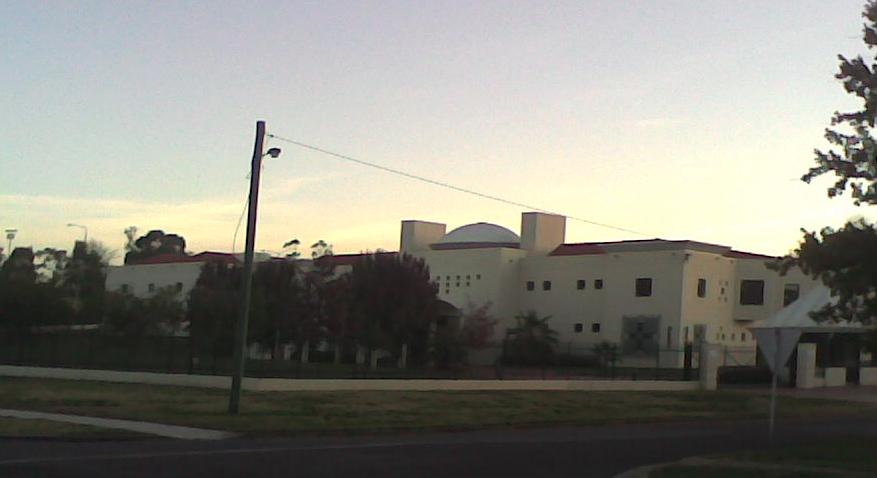
Ambasada Arabii Saudyjskiej w Canberze

- Australia
  - Canberra (ambasada)
- Nowa Zelandia
  - Wellington (konsulat generalny)

## Organizacje międzynarodowe
- Nowy Jork – Stałe Przedstawicielstwo przy Organizacji Narodów Zjednoczonych
- Genewa – Stałe Przedstawicielstwo przy Biurze Narodów Zjednoczonych i innych organizacjach
- Paryż – Stałe Przedstawicielstwo przy UNESCO
- Wiedeń – Stałe Przedstawicielstwo przy Biurze Narodów Zjednoczonych i innych organizacjach
- Kair – Stałe Przedstawicielstwo przy Lidzie Państw Arabskich
- Bruksela – Stałe Przedstawicielstwo przy Unii Europejskiej
- Haga – Stałe Przedstawicielstwo przy organizacjach międzynarodowych